# 卜克义
卜克义（1932年1月—），男，陕西富平人，中华人民共和国政治人物。曾任共青团陕西省委副书记、中共西安市委副书记、中共宝鸡市委书记等职。

## 生平
1948年加入中国共产党，同年10月参加工作。1949年6月，任中共宝鸡地委办公室干事。1950年至1952年7月，任青年团凤翔县委书记。1952年7月至1954年3月，任团省委研究组长、秘书科长。1954年4月，任团咸阳县委书记。1955年10月至1962年6月，历任团省委组织部副部长、办公室主任、组织部部长。1964年11月至1966年5月，任团省委副书记。1972年，任陕西省革命委员会政工组群工组副组长。1973年5月至1976年10月，任团省委副书记。此后历任中共长安县委书记、西安市委副书记（1982年7月－1985年6月）、宝鸡市委书记（1985年7月－1988年8月）、省政府农业研究中心理事长等职。
晚年任三秦文化研究会特邀顾问。